# Jajo (biologia)

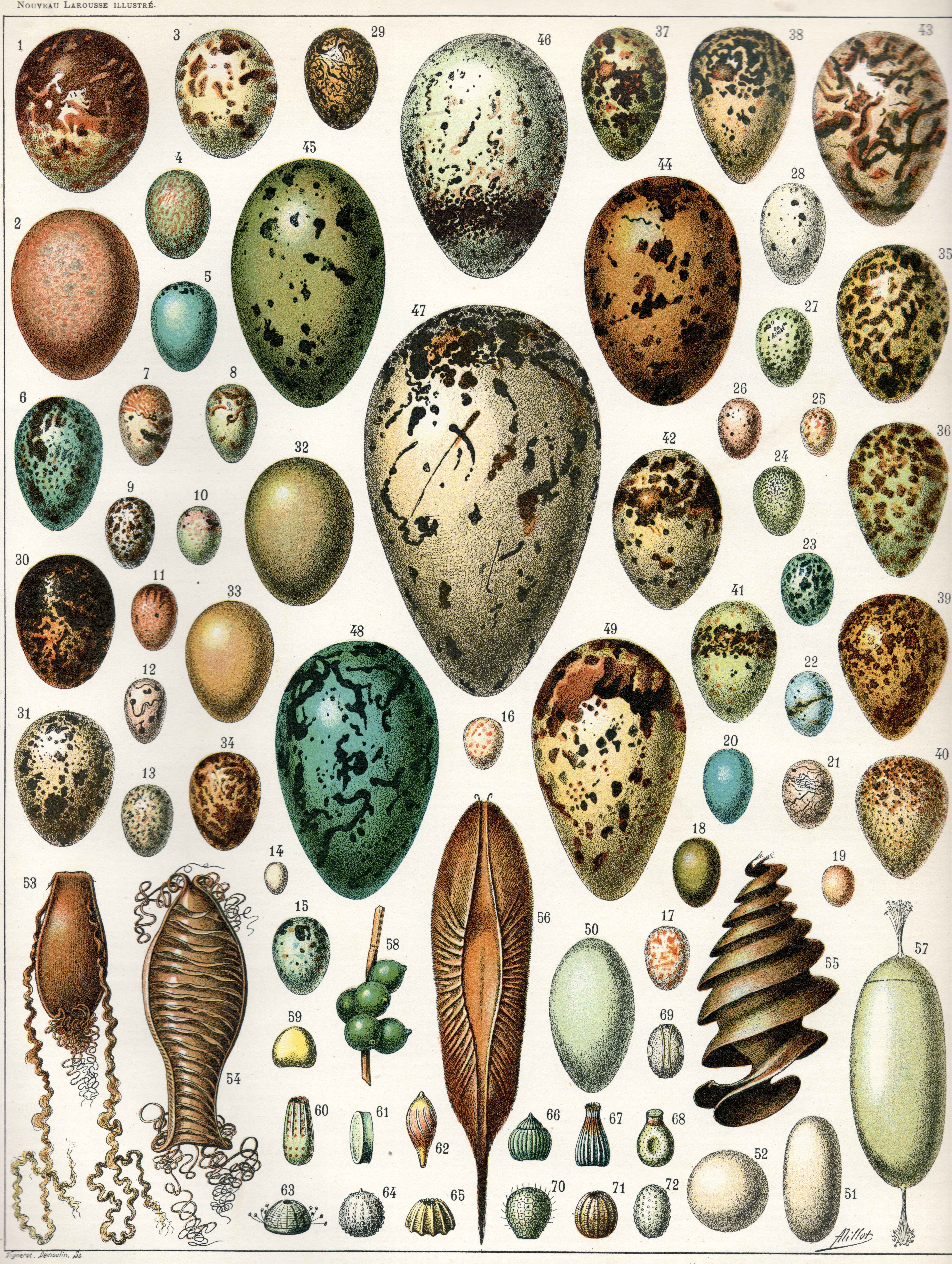
Różne jaja z Nouveau Larousse Illustré (1897–1904). Klucz w opisie ilustracji na Commons (j. fr., ang. i ros.)

Schemat budowy ptasiego jaja. 1. Skorupka. 2. Zewnętrzna blaszka błony pergaminowej. 3. Wewnętrzna blaszka błony pergaminowej. 4, 13. Chalaza. 5, 6, 12. Białko. 7. Błona żółtkowa. 8, 10, 11. Żółtko. 9. Tarczka zarodkowa. 14. Komora powietrzna. 15. Kutikula.

Jajo (łac. ovum) – jedna z faz rozwoju nowego osobnika u wielu gatunków zwierząt. Jajo zawiera surowce odżywcze pozwalające na rozwój zarodka bez dostępu do organizmu macierzystego i zewnętrznych źródeł pożywienia oraz stosunkowo bezpieczne środowisko, ale ze względu na swoją zawartość jest również cenionym pokarmem.
Jaja składają między innymi owady, ryby, płazy, gady, ptaki i nieliczne ssaki (stekowce – dziobak, kolczatka australijska).
Jaja wytwarzane są w jajnikach i dojrzewają w procesie oogenezy, w której gromadzą informacje rozwojowe oraz zapasy substancji niezbędnych do rozwoju zarodka. Zależnie od ilości żółtka jaja dzielą się na oligolecytalne (ubogie w żółtko, np. u ssaków), mezolecytalne (o średniej jego zawartości, np. u płazów) oraz polilecytalne – bogate w żółtko, np. u ptaków. 
W trakcie rozwoju zarodka zmniejsza się ilość żółtka i powiększa się komora powietrzna. Skorupka staje się cieńsza, gdyż zawarte w niej wapno wbudowywane jest w szkielet zarodka.
Wśród ptaków największe jajo składane jest przez strusia i mierzy 16 cm, zaś jajo koliberka hawańskiego mierzy do 6 mm długości. Jajo żarłacza śledziowego ma 22,5 cm długości.
W jajach ptasich obecne są jedynie dwa barwniki, oocyjanina, odpowiadająca za barwę niebieskozieloną oraz protoporfiryna, odpowiadająca za barwę rdzawoczerwoną. Niekiedy jajo nabywa kolor przez rozkładające się rośliny obecne w gnieździe.
Charakterystyka jaj dla różnych grup zwierząt:
| Grupa                     | Charakterystyka                                                                    |
| ------------------------- | ---------------------------------------------------------------------------------- |
| bezżuchwowce              | Jaja mezolecytalne, największe u śluzic                                            |
| ryby chrzęstnoszkieletowe | Jaja makrolecytalne, obecna osłonka                                                |
| ryby kostnoszkieletowe    | Jaja makrolecytalne, małe do średnich, szczególnie duże u celakantokształtnych     |
| płazy                     | Średniej wielkości jaja mezolecytalne                                              |
| gady                      | Jaja makrolecytalne, obecność błon płodowych                                       |
| ptaki                     | Duże do bardzo dużych jaja makrolecytalne, obecne błony płodowe                    |
| ssaki                     | Jaja makrolecytalne u stekowców oraz torbaczy, mikrolecytalne u ssaków łożyskowych |

Skorupy jaj cechują różnorodne kształty, od niemal okrągłych po wydłużone. Szczególnie jest to widoczne u ptaków gniazdujących na klifach, np. nurników, u których jeden koniec jaja jest zaostrzony, co zapobiega sturlaniu się jaja z klifu (zaczyna się ono obracać). Skorupy jaj u poszczególnych zwierząt różnią się znacznie grubością. U felsumy madagaskarskiej (Phelsuma madagascariensis) ma ona grubość 0,15 mm, zaś u wymarłych mamutaków 3,5 mm. U dinozaurów grubość skorupy wynosiła 2,5-5 mm. W skorupie jaja znajdują się liczne pory. Umożliwiają one wymianę gazową zarodka.

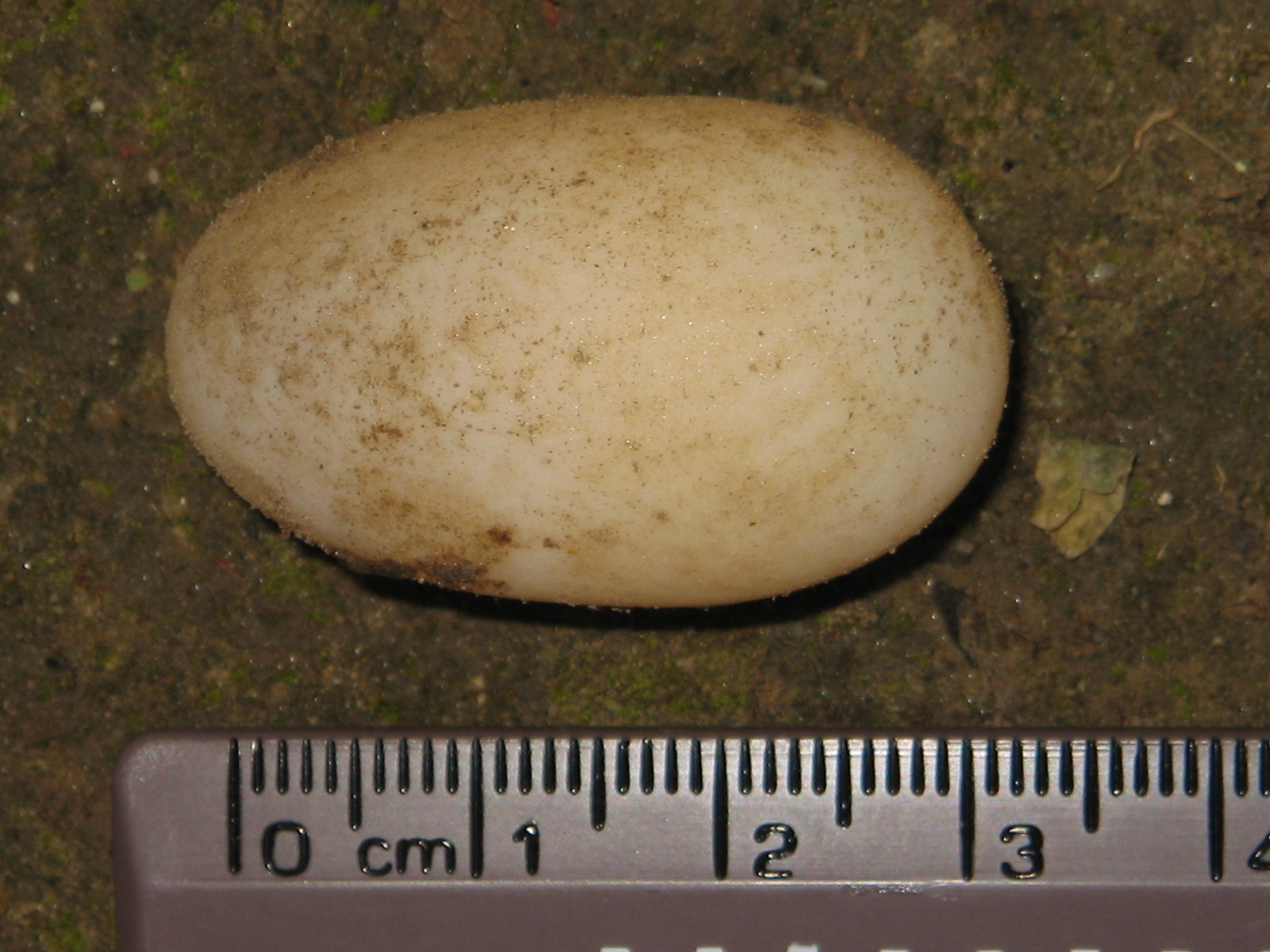
Jajo żółwia ozdobnego
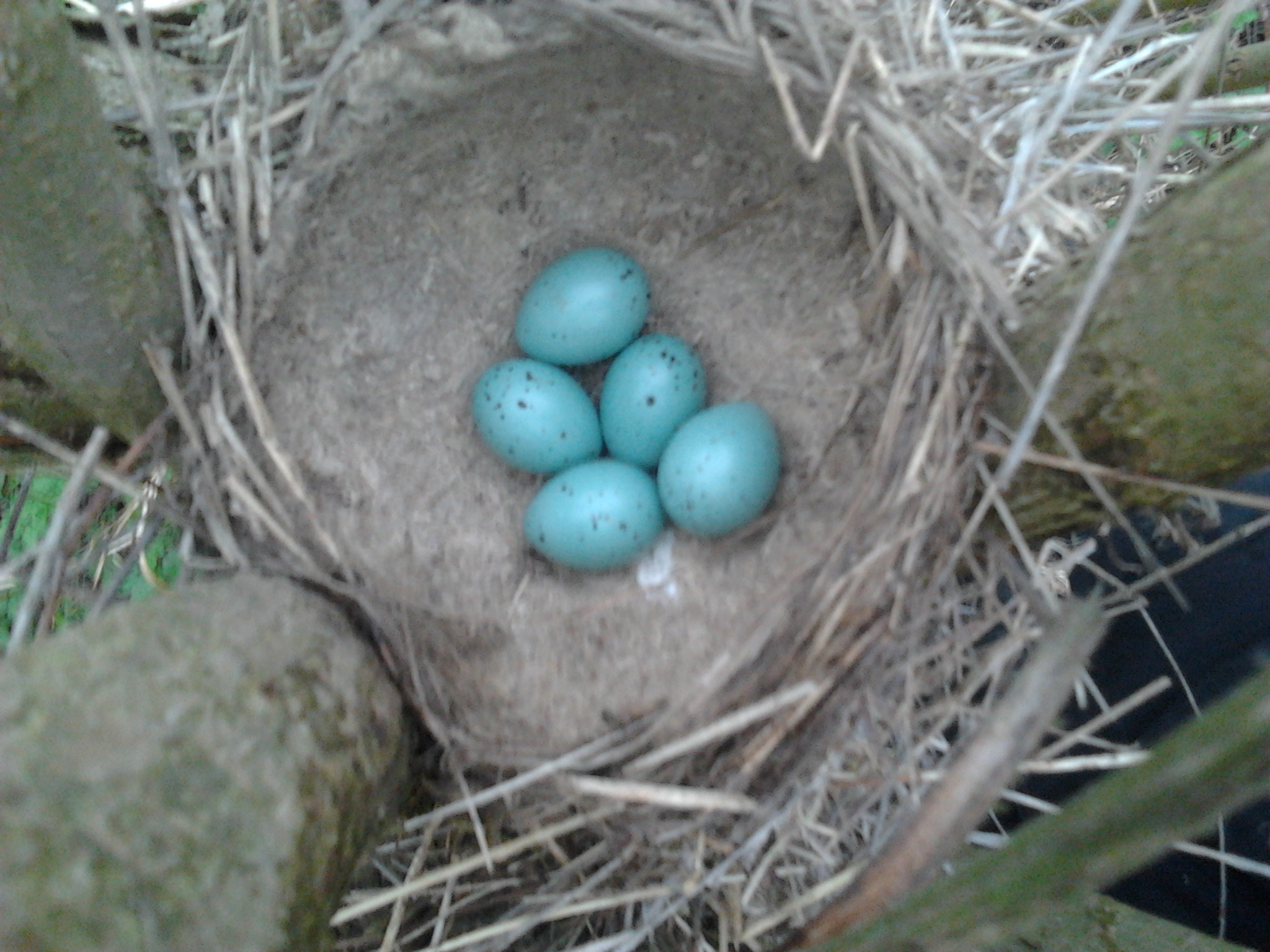
Jaja drozda śpiewaka
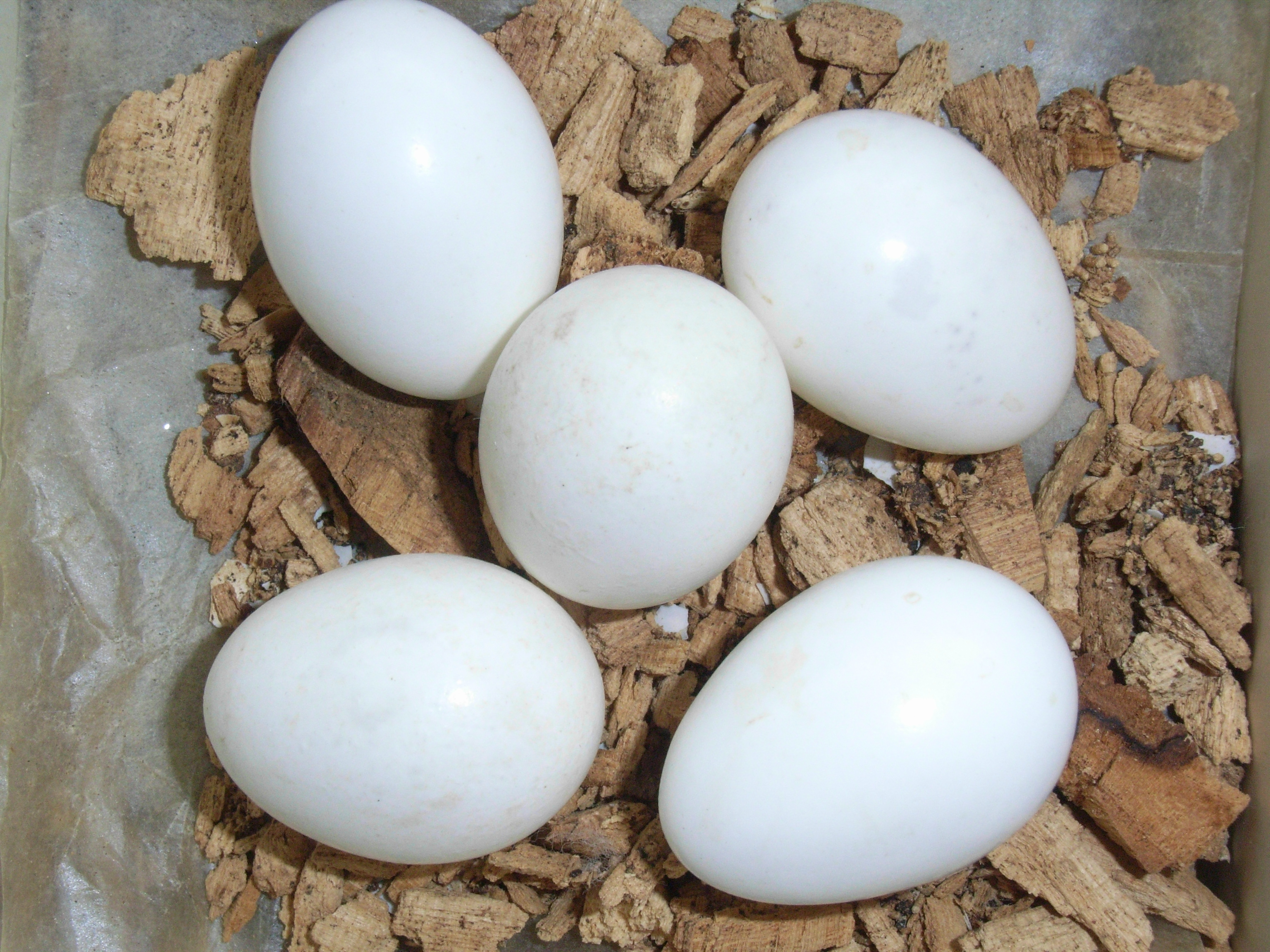
Jaja dzięcioła zielonego
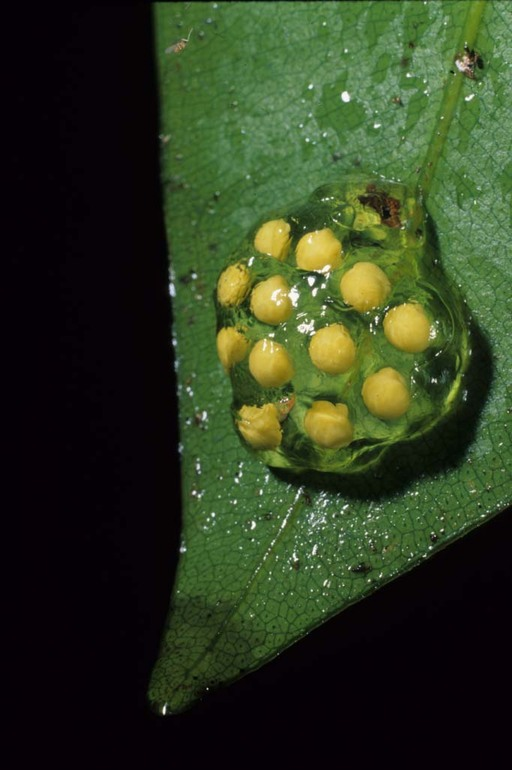
Skrzek Spinomantis fimbriatus
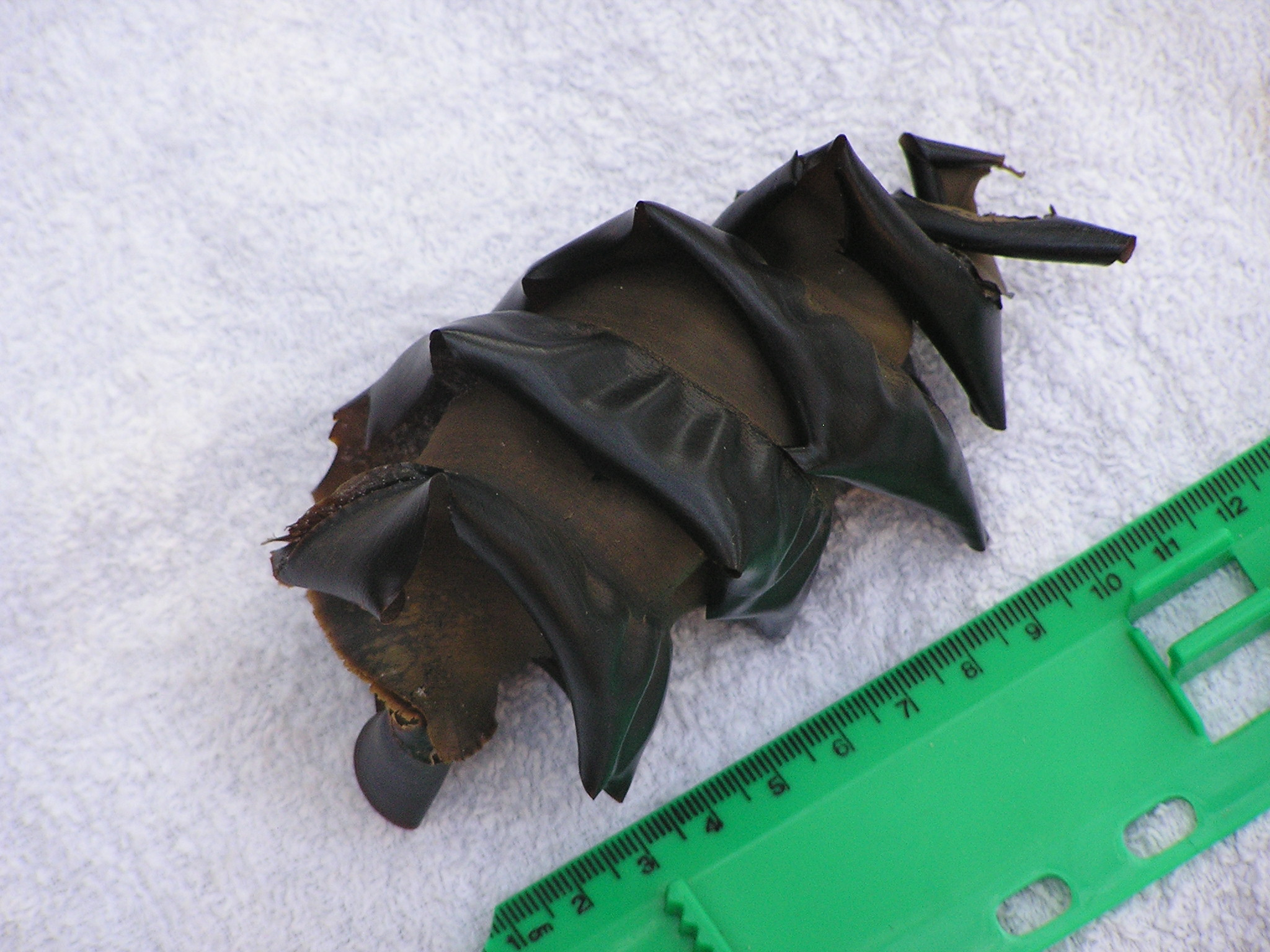
Jajo rekina rogatka australijskiego
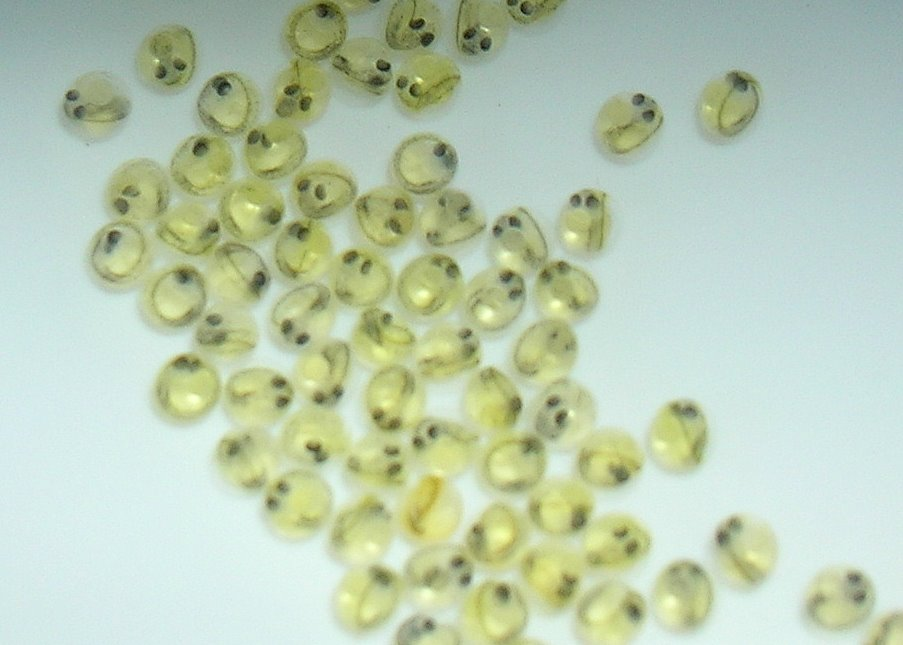
Ikra miętusa pospolitego